# Яромир Ягър
Я̀ромир Я̀гър (на чешки: Jaromír Jágr) е чешки хокеист, роден на 15 февруари 1972 г. в Кладно.

## Спортна кариера
Играе на поста дясно крило и е считан за един от най-добрите хокеисти в историята. Носител е на множество трофеи и рекорди както в NHL, така и на международно ниво. Сред най-големите му успехи са спечелването на две Купи Стенли с Питсбърг Пенгуинс (1991 и 1992 г.), наградата за най-полезен играч на NHL през 1999 г. Харт Трофи, наградата за най-много точки в редовния сезон на NHL Арт Рос Трофи през 1995, 1998, 1999, 2000 и 2001, наградата за най-полезен играч на редовния сезон (избиран от самите играчи) Лестър Б. Пиърсън през 1999, 2000 и 2006, златен и бронзов олимпийски медал от Нагано 1998 и Торино 2006 и златен медал от Световното първенство през 2005 г. и 2010 година. Ягър е спортист на годината в Чехия през 2005 г. и хокеист на годината в Чехия през 1995, 1996, 1999, 2000, 2002, 2005, 2006, 2007 и 2008 г. Състезава се за руския Авангард Омск, а преди това е защитавал цветовете на ХК Кладно (1984-1988 при младежите и 1988-1990), Питсбърг Пенгуинс (1990-2001), Вашингтон Кепиталс (2001-2004) и Ню Йорк Рейнджърс (2004-2008). По време на локаута в NHL през сезон 1994/1995 (1 октомври 1994 - 11 януари 1995) Ягър изиграва няколко мача в Европа - за отборите на ХК Кладно (Чехия), ХК Болцано (Италия) и Шалкер Хайе (Германия). По време на локаута през 2004/2005, когато целият сезон в NHL не се състои, играе за ХК Кладно и Авангард Омск.